# Charles-Simon Catel
Charles-Simon Catel (10 de junho de 1773, L'Aigle, Orne - 29 de novembro de 1830, Paris) foi um compositor e educador francês. Catel estudou na Royal School of Singing em Paris. Ele foi o principal assistente de François-Joseph Gossec na orquestra da Guarda Nacional em 1790. Membro do Instituto, ele compôs em conjunto peças de música militar para cerimônias oficiais do Estado, incluindo L'Hymne à la Victoire (Hino da Vitória), com palavras de Ponce-Denis Écouchard-Lebrun.
Catel foi nomeado professor inaugural de harmonia no Conservatório de Paris mas entregou sua carta de demissão em 1814. Entre seus alunos estavam os compositores vencedores do Prix de Roma Joseph Daussoigne-Méhul e Victor Dourlen, o compositor belga Martin-Joseph Mengal, e o famoso, ainda que excêntrico, harpista Nicolas-Charles Bochsa.

## Obras
- Sémiramis {1802)
- Les artistes par occasion (1807)
- Les bayadères (1810)
- Les aubergistes de qualité (1812)
- Bayard à Mézières (1814)
- Le premier en date (1817)
- Zirphile et fleur de myrte ou cent ans en un jour (1818)
- L'officier enlevé (1819)

## Fonte
- Bouillet's Dictionnaire d'histoire et de géographie (1842)